# Amba Geshen
Amba Geshen è una montagna nella regione degli Amara in Etiopia.

## Descrizione
La montagna, alta 2.355 m, si trova nel woreda di Ambassel, nella zona del Wello meridionale, a nord-ovest di Dessie.
La montagna è nota, perché qui vi furono tratti in confino familiari degli Imperatori di Etiopia.